# Búcsú (Guillaume Apollinaire)
A Búcsú (L’Adieu) Guillaume Apollinaire egyik legismertebb, 1903-ban írt verse. Szeszek (Alcools) című kötetében jelent meg először 1913-ban amely az 1898-1913 között írt verseinek válogatását tartalmazza.
Apollinaire 1901-ben Németországban ismerte meg Annie Playdent, akit viszonzatlanul szeretett. Más forrás szerint viszont a házasság is szóba került közöttük. A vers keltezése (1903) az az év, amikor utoljára találkoztak Londonban. A Búcsú azonban valójában A kulcs című verse öt sorának a változata. Egyes irodalomtörténészek szerint viszont a Búcsúnak ezt a közismert szövegű változatát önálló versként a Szeszek című kötethez írta csaknem tíz évvel később, 1912-ben. Mindezek ellenére nem lehetetlen, hogy a vers Annie Playdenhez kapcsolódik.
Magyarul leginkább Vas István fordításában a legismertebb. Kevésbé ismert Jékely Zoltáné. Baranyi Ferenc fordítása 2003-ban jelent meg.

## A vers
(Eredeti francia nyelvű)

L’Adieu
J’ai cueilli ce brin de bruyère

L’automne est morte souviens-t’en

Nous ne nous verrons plus sur terre

Odeur du temps brin de bruyère

Et souviens-toi que je t’attends

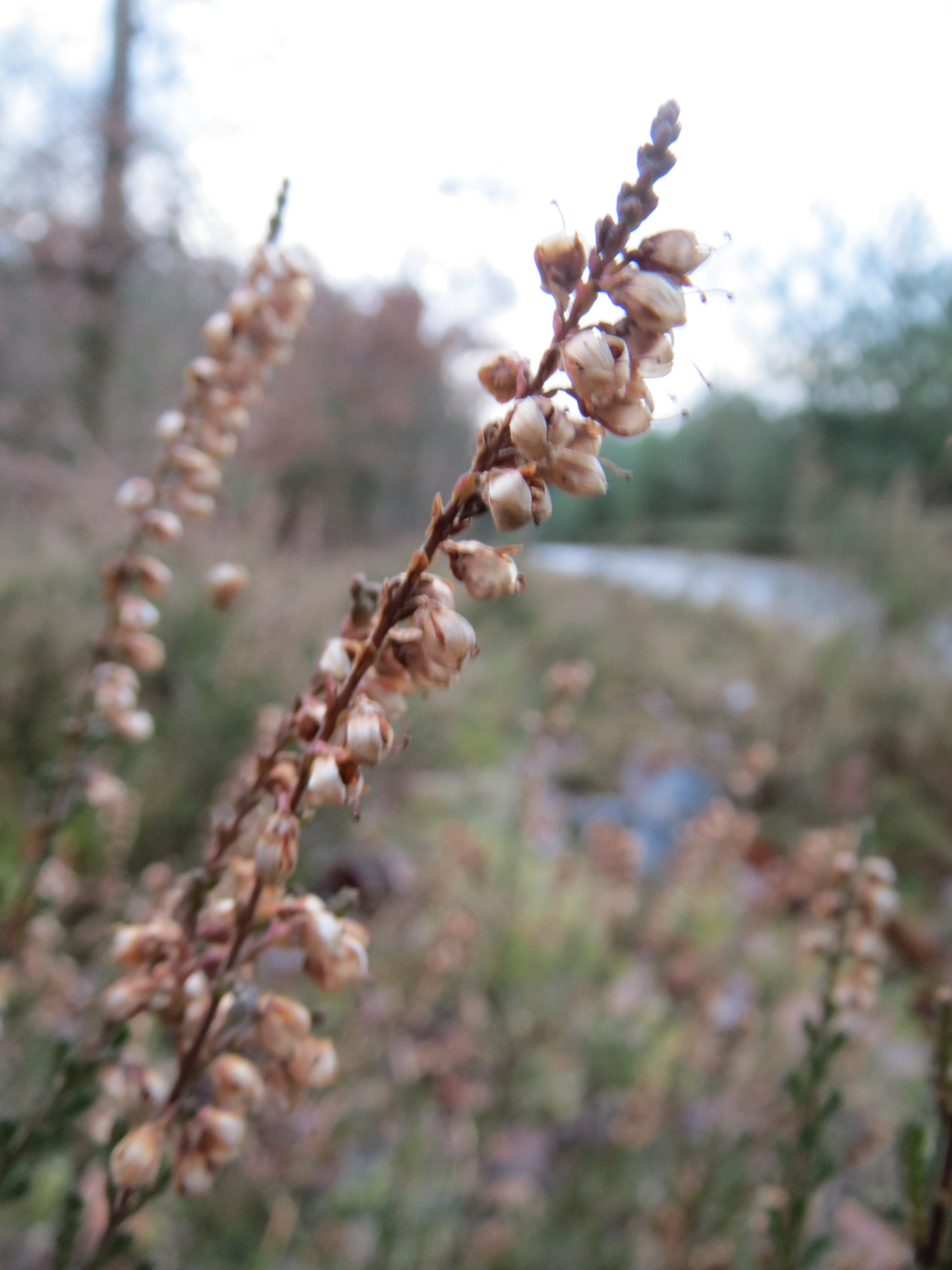
Elszáradt virágos hangaág

Magyarul (jelentésközeli nyersfordítás):

A búcsú
Letörtem ezt a kis hanga ágat

Ne feledd az ősz halott már

Többé nem látjuk e földön egymást

Őszidő illata hanga ága

S ne feledd hogy várok terád

## Értelmezés, egyéb
A vers néhány részletének értelmezése némi utánagondolást igényel:

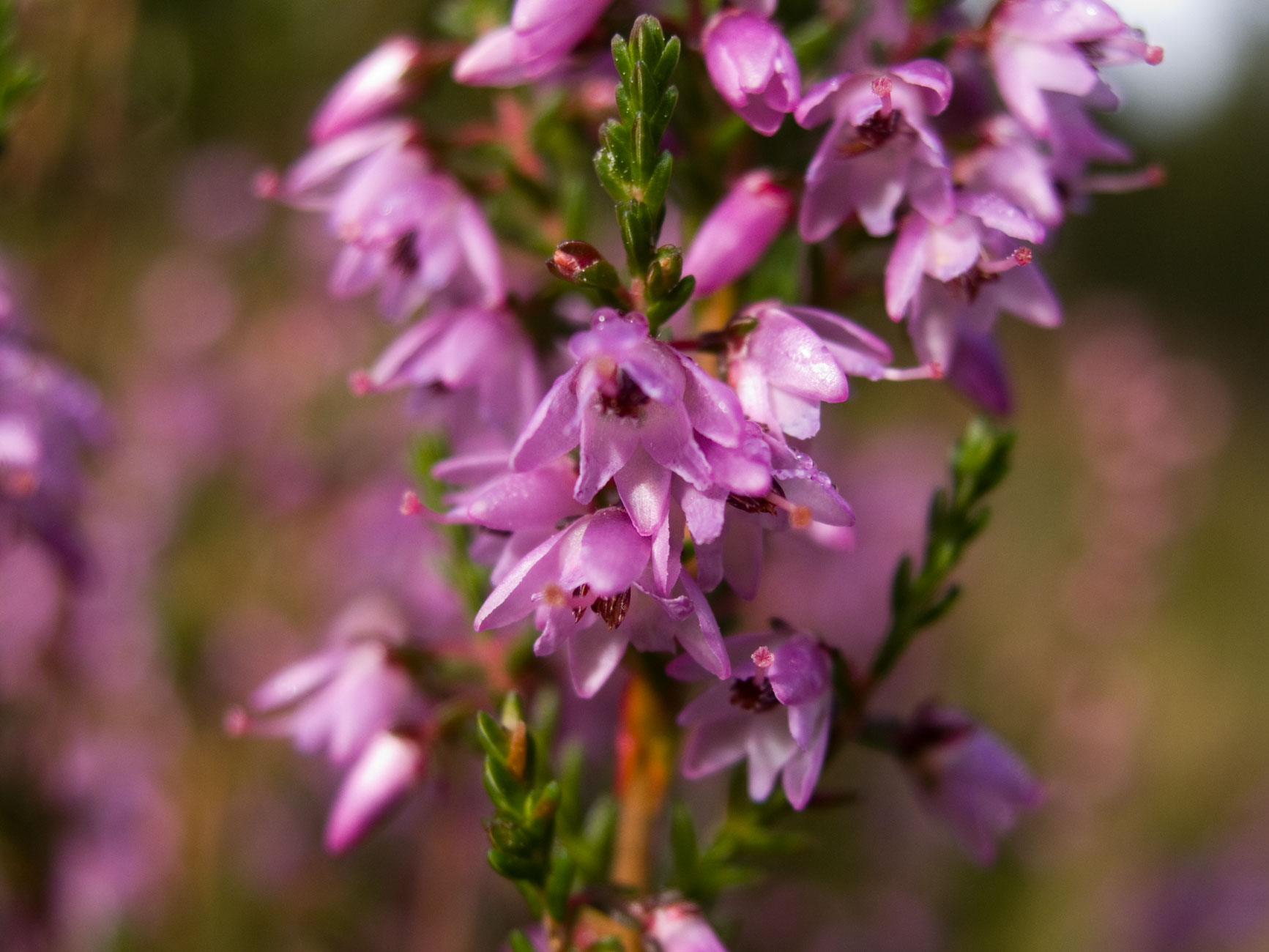
A hanga virága

A hanga Franciaországban (és hazánkban) későőszre elvirágzik, elszárad. Egyes értelmezők a virágzó hanga leírásával, emlegetésével mégis azt a benyomást kelthetik olvasóikban, hogy itt egy rózsaszín virágos zöldellő ágacskáról van szó. Sőt Pór Judit irodalomtörténész talán áhitatát némi komikummal leplezve egyenesen azt írja, hogy „... egyszer az Atlanti-óceán partjára jutva »le akartam tépni egy hangaszálat« az irodalom fertőzetében, de hiába kockáztattam a hanyattesést is, nem tört le, nem jött ki a szívós, kemény, vastag, szőrös, durva növény.” (Ez a tevékenység magyarul inkább a „Ki akartam tépni ezt a hangaszárat” lehetne. Bár teljesen az sem zárható ki, hogy Apollinaire hasonló mozdulatsorra gondolt eredetileg, csak éppen jobb erőben volt mint Pór Judit.)
Azt, hogy itt egy elszáradt, elfonnyadt virágos ágacskáról van szó az valószínűsíti továbbá, hogy a hanga egyébként örökzöld cserje, és ekként éppen nem az elmúlást jelképezhetné.
Pál József irodalomtörténész Szimbólumtára szerint „A zöldellő, termékeny ág ellentéte a száraz ág a halál, a szomorúság.” A szerelem-halál párosítás, metafora Apollinaire több művében is megjelenik.
A helyszín nagyobb valószínűséggel Franciaország, de Apollinaire említett életrajzi adatai alapján lehetne elvben Németország vagy akár Anglia is.
A második sor nyelvtanilag hímnemben lenne helyes: L'automne est mort. Nőnemben (morte) a „L(a saison de l)'automne est morte” hevenyészett rövidítésének tűnik.
A „souviens” szó jelentése „emlékezni”. Felszólító módban a fordítók ezt magyarul túl direktnek, már-már parancsolónak érezhették, ezért az ismert fordítók eddig inkább a „ne feledd” kifejezést használták helyette, vagy más megoldást választottak.
A „temps” szó franciául – akárcsak magyarul – egyaránt jelenthet időt és időjárást is. Itt feltehetően ismét utalás az őszre (őszidő).
A Búcsút Apollinaire 23 éves korában írta, tehát nem egy időskori vers (38 évesen hunyt el.) Ennek ellenére az ősz lehet az időskor metaforája is.
A szavak, mondatok hangulatával való játékra utalnak a hiányosnak vagy hibás szerkezetűnek tűnő mondatok, a központozás elhagyása. (Odeur du temps brin de bruyère – Őszidő illata hanga ága) Fordításának nehézségét is részben ez a szándékosan előidézett többértelműsége okozza, aminek csak egyik eleme az írásjelek elhagyása.
Így ezekkel a Búcsú egy elszáradt hangaszál keltette gondolatok, emlékek, szabad asszociációk feljegyzésének tűnik vers formájában.

## Magyar fordítások
Mikor Vas Radnóti Miklóssal az első magyar Apollinaire kötet fordításába kezdtek, a Búcsút Vas István választotta. Azonban először nem tudott mit kezdeni a verssel, így ebből a könyvből kimaradt. Azonban ebben az időben kapott megbízást Apollinaire barátja, Francis Carco Szerelmem, Paris című regényének lefordítására, amelyben versbetétként szerepel a Búcsú is. Így készült el a Búcsú első változata.
Magyarul A kulcs később jelent meg. Rónay György a vers említett öt sorának fordításánál felhasználta Vas István fordítását.
Kevésbé ismert Jékely Zoltán fordítása.
Baranyi Ferencé A montmorency-i szerelmesek (francia költők versei) című kötetében 2003-ban jelent meg.
Koosán Ildikó fordítása Képmás – másképp című könyvében látott napvilágot 2010-ben.
Figyelemre méltó többek között még Almádi Róza („Rozella”) két változata is.
Rédey Tamás fordítása Agyő címmel Gondolatok a lomtárban című kötetében jelent meg 2015-ben.

## Története
Apollinaire-t 1901-ben Gaëtan de Milhau őrgróf özvegye, Élinor vette fel házitanítónak nyolc éves kislánya, Gabrielle mellé. Rövidesen Németországba utaztak a családi birtokra. Itt találkozott először a vele egykorú angol nevelőnővel, Annie Playdennel (1880-1967), akibe reménytelenül és viszonzatlanul beleszeretett. (Valószínűleg nem hiteles hogy a szeretője volt, illetve hogy a házasság komolyan szóba került közöttük.) A költő 1902 augusztusában tért vissza Franciaországba. A következő évben egy albán barátja, Faïk beg Konitza segítségével megtudta Annie Playden londoni címét és barátja által kieszközölt találkozón még egy kisérletett tett a hölgy szívének elnyerésére, de nem járt sikerrel. A következő találkozó 1904-ben már nem jöhetett létre, ugyanis Annie időközben az Egyesült Államokba költözött és férjhez ment.
Mindezek ellenére az irodalomtörténet konkrétumok hiányában A kulcs (1902 vége) és a Búcsú című verseket illetve változataikat – más verseivel ellentétben – nem köti Annie Playdenhez.

La Clef (részlet)
J’ai cueilli ce brin de bruyère

Mets-le sur ton cœur pour longtemps

Il me faut la clef des paupières
J’ai mis sur mon cœur les bruyères

Et souviens-toi que je t’attends

A kulcs (részlet)
Letéptem ezt a hangaszálat

Őrizd meg a szíved felett

Kulcsa kell csak a pillazárnak
Szívem fölött a hangaszálak

És várlak téged ne feledd
(Rónay György fordítása)

A kulcs öt sorához hasonló ötsoros vers már L’Adieu címmel 1903-ben megjelent a Le Festin d'Ésope című lapjában az 1903. decemberi számban Le Retour (’A visszatérés’) című szintén öt soros versével együtt.

L’Adieu
« J’ai cueilli ce brin de bruyère.

Mets-le sur ton cœur plus longtemps

Nous ne nous verrons plus sur terre. »

— « J’ai mis sur mon cœur la bruyère,

Et souviens-toi que je t’attends. »

A búcsú (jelentésközeli nyersfordítás)
„Letörtem ezt a kis hanga ágat.

Tedd szívedre örökre

Többé nem látjuk e földön egymást.”

– „A hangát szívemre tettem,

S ne feledd hogy várok terád.”

Ezek még párbeszédes formában írt változatok voltak. Utóbbinál idézőjelekkel ki is hangsúlyozva. Ezekben még feltehetően valóban virágzó hangáról lehet szó.
Végül a Búcsú közismert szövegű változata 1912-ben jelent meg a Vers et prose (’Vers és próza’) azévi utolsó számában, majd 1913-ban az Alcools című kötetben (1913. április 20.).
Apollinaire Adieux című versét amelyet Rónay György szintén Búcsú címmel fordított le, kézirata alapján 1900 körülire kelteznek, azonban a versben szerepel az 1901-es év. A kötetben viszont a vers után a következő megjegyzés áll: „Itt végződnek Guillaume Apollinaire szerelmes versei a Selypítő Lindához.” Tartalma azonban azt sejteti, hogy ez a vers is Annie Playdennek szólhat. (Ez esetben szerkesztési szempontokat követve kerülhetett a kötetben a Linda-versek közé.)
Ide sorolható még témájában esetleg Le Départ című verse, amelyet A búcsúzás címmel Radnóti fordított.

## Feldolgozások
- 1916-1917-ben Arthur Honegger zenésítette meg (öt másik Apollinaire-verssel együtt)[32]
- Egy szerelem három éjszakája, musical, bemutató: budapesti Petőfi Színház, 1961. január 12., rendezte: Szinetár Miklós, dalszöveg: Vas István

a belőle készült film:
Egy szerelem három éjszakája, 96 perc, 1967, rendezte: Révész György
- Léo Ferré – L'Adieu
- Búcsú, Pintér Tibor filmje, 9:05, 2009